# Kurhany w Grudnej
Kurhany w Grudnej – starożytne cmentarzysko, składające się z 10 kurhanów. Znajduje się w Grudnej, w gminie Złotów. 

## Historia
Odkryte zostało w 2011 roku. W 2012 odkryto grobowiec zawierający fragmenty ceramiki pochodzącej z imperium rzymskiego. Grobowiec, mimo że nie znajdował się w nim pochówek, nie nosił śladów rabunku. W 2014 roku przeprowadzono badania nad największym kurhanem, który nie nosił śladów rabunku. Wykopaliska sfinansowane przez Instytut Prahistorii UAM oraz wielkopolskiego wojewódzkiego konserwatora zabytków, odbyły się w sierpniu i wrześniu 2014. Prace wykopaliskowe prowadził Instytut Prahistorii UAM. Podczas badań udało się odnaleźć około 320 różnego rodzaju ozdób z brązu i żelaza. Zabytki z pochówku będzie można obejrzeć w Muzeum Ziemi Złotowskiej.
Planowane jest przystosowanie terenu cmentarzyska do zwiedzania.